# Robin Cook
Robin Cook (New York, 1940. május 4. –) amerikai orvos és író, általában közegészségügyi és orvoskrimi témájú regényeket ír. Több mint harminc megjelent regény és több millió eladott példány után is orvosnak tartja magát, nem pedig írónak.

## Iskolai végzettségei
Diplomáját a Columbia Egyetem és a Wesleyan Egyetem Orvostudományi karán szerezte, tanulmányait a Harvard Egyetemen fejezte be, orvostudományi továbbképzésen. Az Egyesült Államok Haditengerészeténél mélytengeri búvárnak képezték ki, első könyvének nagy részét egy tengeralattjárón írta, valamint a Szöktetés című regényében is sok tapasztalatot írt le a búvárkodással kapcsolatban.

## Magánélete
Házas, egy fiúgyermek apja. Elmondása szerint a legjobb kikapcsolódás számára a sport, rendkívül szeret kosárlabdázni, és kerékpárral járja New York utcáit; kicsit tehát magáról is mintázta regényeinek visszatérő karakterét, dr. Jack Stapletont. Állítása szerint egy könyvet nagyjából egy év alatt készít el, ezt több hónapos nyomozás előzi meg, sokszor továbbképzéseken vesz részt, vagy barátai segítségét kéri. A konkrét történet megírása általában két hónapjába telik, felét gépeli, felét kézzel írja.

## Írói hangulatvilága
Robin Cook könyveiben sikeresen ötvözi a krimit az orvostudománnyal, általában az adott mű főhősének hosszas nyomozása után derül fény összeesküvés-elméletekre, melyeket orvosok vagy kórház-közeli emberek vezérelnek. Cook azért kezdett el írni, hogy általános orvosi ismereteket közöljön, tapasztalatokat adjon át olvasóinak, ezzel tulajdonképpen tanítva őket az orvosi világ érdekességeire és legfőképpen annak sötét oldalára. Ő volt az első író, aki az orvostudomány világát nem mint romantikus műfajt, hanem mint krimit igyekezett bemutatni. Regényeiben igyekszik aktuális problémákkal foglalkozni, legyen az orvostudomány, vagy ahogy éppen a Vektor című könyvében: a bioterrorizmus.

## Visszatérő karakterei
Cooknak három visszatérő karaktere van, de a különböző könyvek fő története nem összefüggő. dr. Laurie Montgomery igazságügyi orvosszakértő, Lou Soldano rendőrhadnagy és dr. Jack Stapleton igazságügyi orvosszakértő eddig több könyvben szerepeltek már együtt.

## Adaptációk
Több regényét is megfilmesítették, összesen két mozi, hat tévéfilm és egy tévésorozat készült el. A legismertebb ezek közül a Michael Douglas és Geneviève Bujold főszereplésével 1978-ban bemutatott Kóma (1978) című thriller, melyet Cook és másik három író hasonló témájú történetéből, Michael Crichton rendező vitt vászonra.

## Robin Cook Magyarországon

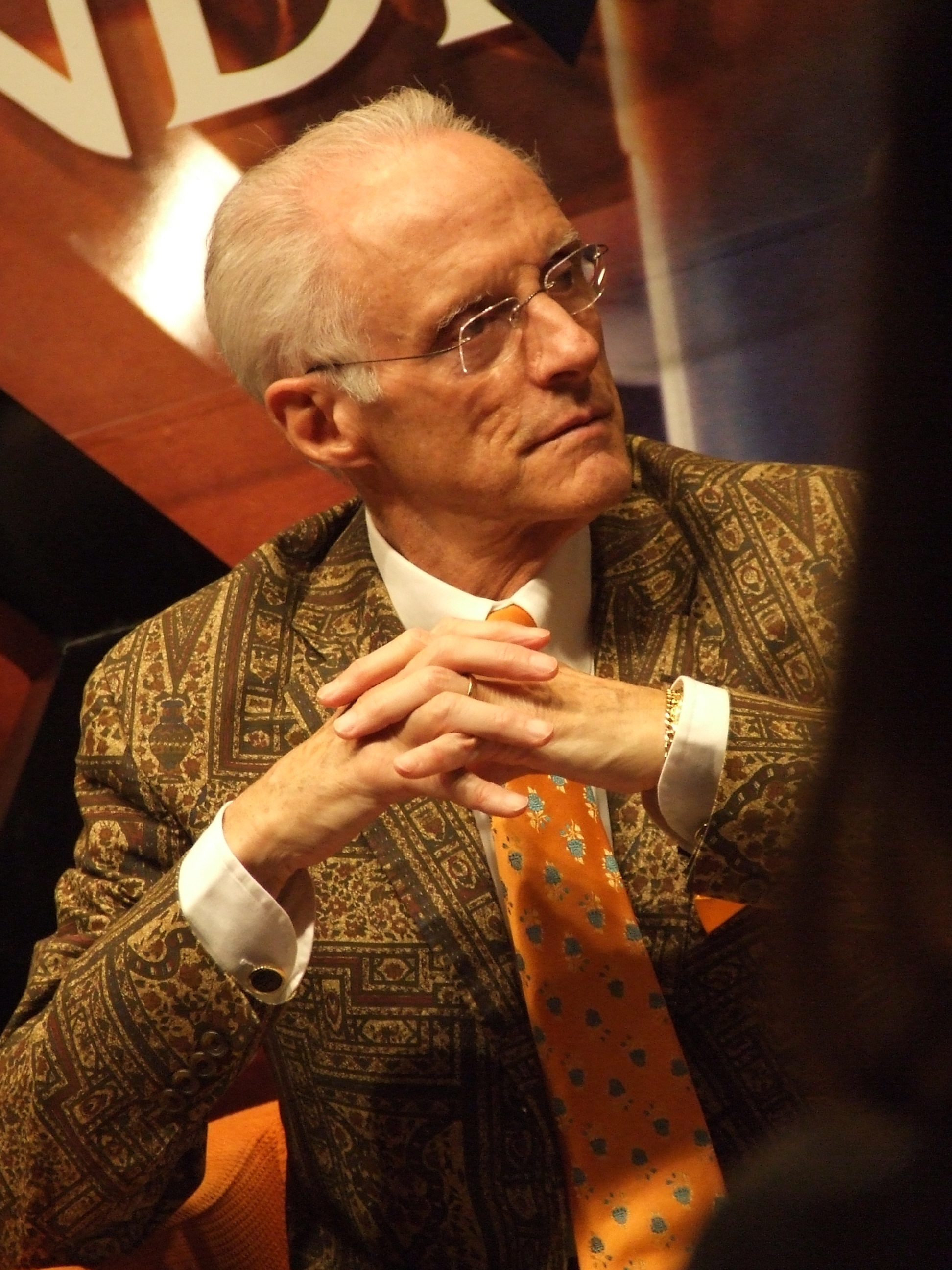
Robin Cook Budapesten

Többször járt hazánkban. 2008. május 13-án, európai dedikálókörútjának keretein belül Budapesten az Alexandra Könyvesházban. Beszélgetett a rajongókkal, interjúkat adott, majd több órán keresztül dedikált.
2009. június 6-án Pécsre látogatott és ott dedikálta könyveit.
A világhírű bestseller-író 2018. május 14-én a budapesti Allee-ban, május 15-én pedig a Libri Győr Plaza Könyvesboltjában dedikálta Sarlatánok c. új regényét.

## Műjegyzék
Első, önéletrajzi ihletettségű könyve 1972-ben jelent meg A gyötrelem éve címmel, melyben az orvostanhallgatók első gyakornoki évét mutatta be az olvasóknak, ez a könyv azonban csak Amerikában lett nagy siker. A világ többi országában nem figyeltek fel az ekkor még kezdőnek számító íróra. De tanult a kudarcból és nem adta fel. Rengeteget olvasott, tanult és megírta eddigi legnépszerűbb könyvét, a Kómát, ami egy csapásra az eladási listák élére került:
| „ | Ha egy bestsellert szeretnél írni, nem szükséges elolvasnod több száz könyvet, mint ahogyan én tettem. Pusztán olvasd el a Kómát, abban minden szükséges trükk és fortély benne van! | ” |
|   | |   |

További sikeres regényei a Járvány, a Láz és a Fertőzés.
- A gyötrelem éve, Year of the Intern, 1972
- Kóma, Coma, 1977
- Szfinx, Sphinx, 1979
- Agy, Brain, 1981
- Láz, Fever, 1982
- Akár az Isten, Godplayer, 1983
- Agymosás, Mindbend, 1985
- Járvány, Outbreak, 1987
- Halálfélelem, Mortal Fear, 1988
- Mutáció, Mutation, 1989
- Műhiba, Harmful Intent, 1990
- Életjel, Vital Signs, 1991
- Vakság, Blindsight, 1992
- Haláltusa, Terminal, 1993
- Végzetes megoldás, Fatal Cure, 1993
- Ragály, Contagion, 1995
- Halálos kockázat, Acceptable Risk, 1996
- Kromoszóma, Chromosome 6, 1997
- Invázió, Invasion, 1997
- Méreg, Toxin, 1998
- Vektor, Vector, 1999
- Szöktetés, Abduction, 2000
- Sokk, Shock, 2001
- Szélütés, Seizure, 2003
- Fertőzés, Marker, 2005
- Válság, Crisis, 2006
- Halálcsapda, Critical, 2007
- Idegen test, Foreign Body, 2008
- Beavatkozás, Intervention, 2009
- Gyilkos terápia, Cure, 2010
- Jótékony halál, Death Benefit, 2011
- Nano, Nano, 2012
- Mobil, Cell, 2014
- Hibridóma, Host, 2015
- Sarlatánok, Charlatans, 2017
- Génhiba, Pandemic, 2018
- Genezis, Genesis, 2019
- Vírus, Viral, 2021
- Éjszakai műszak, Night Shift, 2022
- A halál módja, Manner of Death, 2023
- Bellevue, 2024

## Magyarul
- Láz. Regény; ford. Vámosi Pál; Árkádia, Bp., 1985
- Akár az Isten. Regény; ford. Fencsik Flóra; Árkádia, Bp., 1986
- Agy; ford. F. Nagy Piroska; Interpress, Bp., 1987 (IPM könyvtár)
- Kóma; ford. Szendrő Borbála; Interpress, Bp., 1988 (IPM könyvtár)
- Agymosás. Regény; ford. Fencsik Flóra; Árkádia, Bp., 1988
- A halálfélelem; ford. F. Nagy Piroska; Interpress, Bp., 1989 (IPM könyvtár)
- Járvány; ford. Krasznai Márton; IPV–I. P. Coop, Bp., 1989 (I. P. C. könyvek)
- Műhiba; ford. Greguss Ferenc; I. P. Coop, Bp., 1990 (I. P. C. könyvek)
- A gyötrelem éve; ford. Sinka Erika; I.P. Coop–I.P.C. Könyvek Kft, Bp., 1990 (I. P. C. könyvek)
- Mutáció; ford. Sinka Erika; I. P. Coop, Bp., 1990 (I. P. C. könyvek)
- Szfinx; ford. Szendrő Borbála; I. P.C. Könyvek, Bp., 1991 (I. P. C. könyvek)
- Életjel; ford. Sinka Erika; I. P. C. Könyvek, Bp., 1991 (I. P. C. könyvek)
- Haláltusa; ford. Feldmár Teréz; I. P. C. Könyvek, Bp., 1993 (I. P. C. könyvek)
- Vakság; ford. Sinka Erika; I. P. C. Könyvek, Bp., 1993 (I. P. C. könyvek)
- Végzetes megoldás; ford. Sinka Erika; I. P. C. Könyvek, Bp., 1994 (I. P. C. könyvek)
- Halálos kockázat; ford. Morcsányi Géza; I. P. C. Könyvek, Bp., 1995 (I. P. C. könyvek)
- Ragály; ford. Morcsányi Géza; I. P. C. Könyvek, Bp., 1996 (I. P. C. könyvek)
- Invázió; ford. Fazekas László; I. P. C. Könyvek, Bp., 1997 (I. P. C. könyvek)
- Kromoszóma; ford. Morcsányi Géza; I. P. C. Könyvek, Bp., 1997 (I. P. C. könyvek)
- Méreg; ford. Fazekas László; I. P. C. Könyvek, Bp., 1998 (I. P. C. könyvek)
- Agy; ford. F. Nagy Piroska, Szendrő Borbála; I. P. C. Könyvek, Bp., 1998 (I. P. C. könyvek)
- Kromoszóma; ford. Szabó Olimpia; Reader's Digest, Bp., 1999 (Reader's Digest válogatott könyvek)
- Vektor; ford. Fazekas László; I. P. C. Könyvek, Bp., 1999 (I. P. C. könyvek)
- Szöktetés; ford. Fazekas László; I. P. C. Könyvek, Bp., 2000 (I. P. C. könyvek)
- Hatodik kromoszóma; ford. Morcsányi Géza; I. P. C. Könyvek, Bp., 2002 (I. P. C. könyvek)
- Sokk; ford. Fazekas László; I. P. C. Könyvek, Bp., 2002 (I. P. C. könyvek)
- Szélütés; ford. Fazekas László; I. P. C. Könyvek, Bp., 2003 (I. P. C. könyvek)
- Fertőzés; ford. Fazekas László; Alexandra, Pécs, 2005
- Invázió; ford. Fazekas László; Alexandra, Pécs, 2006
- Válság; ford. Fazekas István; Alexandra, Pécs, 2006
- Halálcsapda; ford. Fazekas István; Alexandra, Pécs, 2008
- Idegen test; ford. Cserna György; Alexandra, Pécs, 2009
- Beavatkozás; ford. Cserna György; Alexandra, Pécs, 2010
- Gyilkos terápia; ford. Cserna György; Alexandra, Pécs, 2011
- Jótékony halál; ford. Farkas Krisztina; Alexandra, Pécs, 2013
- Nano; ford. Babits Péter; Alexandra, Pécs, 2014
- Mobil; ford. Babits Péter; Alexandra, Pécs, 2015
- Hibridóma. A végzetes sejt; ford. Vitális Szabolcs; I. P. C. Könyvek, Bp., 2017 (I. P. C. könyvek)
- Sarlatánok; ford. Babits Péter; Geopen, Bp., 2018
- Génhiba; ford. Babits Péter; Geopen, Bp., 2019
- Genezis; ford. Babits Péter; Geopen, Bp., 2020
- Vírus, ford. Babits Péter; Geopen, Bp., 2021
- Éjszakai műszak, ford. Babits Péter; Geopen, Bp., 2023
- A halál módja, ford. Babits Péter, Geopen, Bp., 2025